# Țarino, Kărdjali
Țarino (în bulgară Царино) este un sat în comuna Kirkovo, regiunea Kărdjali,  Bulgaria. 

## Demografie
Componența etnică a satului Țarino
     Nicio identificare (100%)
     Altele (0%)
La recensământul din 2011, populația satului Țarino era de 1 locuitori. . Pentru 100% din locuitori nu este cunoscută apartenența etnică.